# マルクス・リキニウス・クラッスス (紀元前54年の財務官)
マルクス・リキニウス・クラッスス（ラテン語: Marcus Licinius Crassus, 紀元前85年ごろ - 紀元前49年ごろ）は、共和政ローマ末期の政務官。第一回三頭政治を行ったマルクス・リキニウス・クラッススの息子。ガリア戦争で活躍した。

## 生涯

### 前半生
父はマルクス・リキニウス・クラッスス、母はテルトゥッラで、紀元前85年ごろの生まれと推測される。紀元前86年ごろ生まれたとされるプブリウス・リキニウス・クラッススは兄になる。
父クラッススは、自分をカティリナ事件の黒幕と疑ったマルクス・トゥッリウス・キケロを嫌っていたが、兄プブリウスは彼と親交を持っていた。キケロからシリアにいる父クラッススに宛てた書簡の中で、プブリウスと一緒にマルクスも、愛情と美徳、人望を兼ね備えていると褒められている。
紀元前60年、クィントゥス・ルタティウス・カトゥルス・カピトリヌスかデキムス・ユニウス・シラヌスの後継神祇官として、父クラッススかマルクスのどちらかが就任したと考えられている。

### ガリア戦争
紀元前54年、クァエストルに就任し、ガイウス・ユリウス・カエサルの配下となってガリアで戦い、ガリアで越冬する軍団指揮を、レガトゥスのルキウス・ムナティウス・プランクス、ガイウス・トレボニウスと共に任された。レガトゥスのクィントゥス・トゥッリウス・キケロがネルウィイ族の攻撃を受けると、カエサルに強行軍で来るよう呼び出され、捕虜や物資が集積されているサマロブリウァの守備を任された。翌紀元前53年も続けてガリアで戦い、カエサルと共にメナピィ族を焼き討ちし、降伏させた。兄プブリウスも紀元前56年までカエサルの下でレガトゥス（副官）を務め、戦果を挙げている。

### その後
グナエウス・ポンペイウスがカエサルの攻撃を受け、ブルンディシウムからエピルスに逃げると、カエサルはヒスパニアに残るポンペイウス軍を掃討してローマ市へ戻り、紀元前49年、おそらくレガトゥスとして、ガリア・キサルピナの守備をマルクスに命じた。その後すぐ亡くなったものと考えられている。

## 家族
紀元前63年もしくは62年ごろ、クィントゥス・カエキリウス・メテッルス・クレティクスの娘メテッラと結婚し、マルクス・リキニウス・クラッスス (紀元前30年の執政官)を儲けた。アッピア街道沿いに残る妻メテッラの墓（チェチーラ・メテッラの墓）には、ガイウスのガリアでの活躍がモチーフとなった装飾が施されている。